# Nemoria pulveraria
Nemoria pulveraria är en fjärilsart som beskrevs av William Schaus 1901. Nemoria pulveraria ingår i släktet Nemoria och familjen mätare. Inga underarter finns listade i Catalogue of Life.